# Симфония № 102 (Гайдн)
Симфония № 102 си-бемоль мажор, Hob. I/102 — симфония Йозефа Гайдна. Одна из двенадцати Лондонских симфоний. Закончена в 1794 году. Исследователи считают, что это как раз та симфония, во время премьеры которой в зале упала люстра. Погибших не было. Раньше считалось, что это «чудо» произошло на премьере 96-й симфонии.

## Структура
Симфония написана для состава: две флейты, два гобоя, два фагота, две валторны, две трубы, литавры и струнные.
1. Largo—Vivace
2. Adagio в фа мажоре
3. Menuetto. Allegro
4. Finale. Presto

Вторая часть представляет собой оркестровку второй части фортепианного трио фа-диез мажор, Hob. XV/26, в транспорте фа мажор. Повторы в этой части выписаны отдельно, что позволило изменить оркестровку. Оркестровая версия содержит триоли в басах, там где в трио виолончели просто поддерживают басовую линию..